# Port lotniczy Dangriga
Port lotniczy Dangriga (ang. Dangriga Airport) – jeden z belizeńskich portów lotniczych, zlokalizowany w mieście Dangriga.

## Linie lotnicze i połączenia
- Maya Airways (Belize-Międzynarodowy, Belize-Miejski, Placencia, Punta Gorda, Savannah)
- Tropic Air (Belize-Międzynarodowy, Belize-Miejski, Placencia, Punta Gorda)